# Schlacht von Knidos
Die Schlacht von Knidos war eine Seeschlacht während des Spartanisch-persischen Krieges und fand im Jahre 394 v. Chr. statt.
Nachdem das Achämenidenreich in der Endphase des Peloponnesischen Krieges Sparta gegen Athen unterstützt hatte, verschlechterten sich anschließend die gegenseitigen Beziehungen. Sparta verweigerte die Übergabe der griechischen Städte in Kleinasien und es kam zum Krieg, während dessen der spartanische König Agesilaos II. einige Erfolge erzielen konnte. 394 v. Chr. musste er jedoch Kleinasien verlassen, um eine anti-spartanische Koalition im griechischen Mutterland zu bekämpfen.
Bereits zuvor hatten die Perser eine starke Flotte von 100 Schiffen auf Zypern bereitgestellt, die unter dem Kommando des Atheners Konon stand, einem erklärten Feind Spartas. Auf spartanischer Seite stand der eher unerfahrene Peisandros. Vor Knidos an der Küste Kariens kam es im Spätsommer 394 v. Chr. zur Schlacht, in der die spartanische Flotte, die etwa 85 Schiffe umfasst haben soll, praktisch völlig vernichtet wurde. Es war der größte persische Erfolg über die Griechen seit dem Sieg der Perser über eine athenische Flotte 454 v. Chr. während des Inarosaufstands in Ägypten. Damit war das kurze Zwischenspiel der spartanischen Seeherrschaft in der Ägäis abrupt beendet, ebenso wie der Versuch Spartas, die kleinasiatischen Griechenstädte von persischer Herrschaft zu befreien. Während so der spartanisch-persische Krieg in Kleinasien faktisch beendet wurde, gingen die Kampfhandlungen in Griechenland weiter, bevor es 387/86 v. Chr., diesmal unter Einflussnahme Spartas durch Antalkidas, zum sogenannten Königsfrieden kam.